# Assemblea de la Polinèsia Francesa
L'Assemblea de la Polinèsia Francesa (tahitià Te âpooraa rahi o te fenua Māòhi) és l'assemblea legislativa unicambral de la Polinèsia francesa, situada a la Plaça Tarahoi de Papeete, Tahití. Té 57 membres elegits per sufragi universal proporcional en sis constituències. Les últimes eleccions legislatives es van dur a terme el febrer de 2008.

## Representació i circumscripcions electorals
Els membres de l'Assemblea de la Polinèsia Francesa són elegits en 6 districtes o circumscripcions electorals (Circonscriptions electorals). Cada circumscripció electoral de la Polinèsia Francesa està representada a l'Assemblea com a mínim amb 3 representants. Des de les eleccions territorials de 6 de març de 2001 hi ha una llei de paritat pel que el nombre d'homes i dones coincideixi a l'Assemblea.
Les 6 circumscripcions electorals (Circonscriptions electorals) són:
- Circumscripció electoral de les Illes del Vent (circonscription des Iles du Vent) (37 membres)
- Circumscripció electoral de les Illes de Sotavent (circonscription des Îles Sous-le-Vent) (8 membres)
- Circumscripció electoral de les Illes Australs (circonscription des Îles Australs) (3 membres)
- Circumscripció electoral de les Illes Gambier i les illes Tuamotu-Est (circonscription des Îles Tuamotu et Gambier Est) (3 membres)
- Circumscripció electoral de les Illes Tuamotu-Oest (circonscription des Îles Tuamotu Ouest) (3 membres)
- Circumscripció electoral de les Illes Marqueses (circonscription des Îles Marquises) (3 membres)

## Presidents de l'Assemblea
1. 11 de març de 1946: Joseph Quesnot
2. 28 d'abril de 1947: Joseph Quesnot
3. 16 de març de 1948 Joseph Quesnot
4. 30 de maig de 1949: Jean Millaud
5. 17 d'abril de 1950: Jean Millaud
6. 13 de juny de 1951: Jean Millaud
7. 4 d'octubre de 1951: Albert Leboucher
8. 21 de desembre de 1952: Albert Leboucher
9. 14 de març de 1953: Jean-Baptiste Céran-Jérusalémy
10. 18 d'octubre de 1953: Noël Ilari
11. 12 de març de 1954: Noël Ilari
12. 10 de juny de 1955: Walter Grand
13. 6 de març de 1956: Walter Grand
14. 11 de juny de 1957: Walter Grand
15. 23 d'abril de 1958: Jean-Baptiste Céran-Jérusalémy
16. 27 de maig de 1958: Georges Leboucher
17. 20 de maig de 1959: Jacques Tauraa
18. 15 de setembre de 1960: Jacques Tauraa
19. 2 de març de 1961: Frantz Vanizette
20. 3 d'abril de 1962: Frantz Vanizette
21. 6 de novembre de 1962: Jacques Tauraa
22. 23 d'abril de 1963: Jacques Tauraa
23. 26 de maig de 1964: Jacques Tauraa
24. 11 de maig de 1965: Jacques Tauraa
25. 3 de maig de 1966: Jacques Tauraa
26. 9 de maig de 1967: Jacques Tauraa
27. 17 de maig de 1968: Jean Millaud
28. 17 de juny de 1969: John Teariki
29. 14 de maig de 1970: Jean Millaud
30. 13 de maig de 1971: John Teariki
31. 25 de maig de 1972: Jean Millaud
32. 5 d'octubre de 1972: Gaston Flosse
33. 29 de maig de 1973: Gaston Flosse
34. 5 de juny de 1974: Frantz Vanizette
35. 29 de maig de 1975: Frantz Vanizette
36. 10 de juny de 1976: Gaston Flosse
37. 7 de juny de 1977: Frantz Vanizette
38. 28 d'abril de 1978: John Teariki
39. 29 de maig de 1979: Frantz Vanizette
40. 30 de maig de 1980: John Teariki
41. 29 de maig de 1981: Frantz Vanizette
42. 1 de juny de 1982: Emile Vernaudon
43. 5 d'abril de 1983: Jacques Teuira
44. 12 d'abril de 1985: Jacques Teuira
45. 27 de març de 1986: Jacques Teuira
46. 12 de març de 1987: Roger Doom
47. 10 de maig de 1988: Jean Juventin
48. 3 de maig de 1989: Jean Juventin
49. 4 de maig de 1990: Jean Juventin
50. 28 de març de 1991: Emile Vernaudon
51. 2 d'abril de 1992: Jean Juventin
52. 22 d'abril de 1993: Jean Juventin
53. 14 d'abril de 1994: Jean Juventin
54. 6 d'abril de 1995: Tinomana Ebb
55. 23 de maig de 1996: Justin Arapari
56. 10 d'abril de 1997: Justin Arapari
57. 9 d'abril de 1998: Justin Arapari
58. 8 d'abril de 1999: Justin Arapari
59. 13 d'abril de 2000: Justin Arapari
60. 17 de maig de 2001: Lucette Taero
61. 11 d'abril de 2002: Lucette Taero
62. 10 d'abril de 2003: Lucette Taero
63. 3 de juny de 2004: Antony Géros
64. 16 de novembre de 2004: Hirohiti Tefaarere
65. 14 d'abril de 2005: Antony Géros
66. 13 d'abril de 2006: Philip Schyle
67. 13 d'abril de 2007: Édouard Fritch
68. 29 de febrer de 2008: Oscar Temaru
69. 12 de febrer de 2009: Édouard Fritch
70. 9 d'abril de 2009: Philip Schyle